# María Fermina Rivera
María Fermina Rivera fue una insurgente que luchó en la Guerra de Independencia de México. 
Nació en Tlaltizapán, en el actual estado de Morelos. Combatió junto con su esposo, el coronel insurgente José María Rivera, a quien acompañaba a los campos de batalla formando parte de las fuerzas de Vicente Guerrero.
Tuvo que luchar con hambres terribles, caminos fragosos, climas ingratos y cuanto mal padecieron sus compañeros de armas. Esta mujer tomaba en los combates el fusil de algún herido y seguía sosteniendo el fuego con la misma bizarría que el mejor soldado insurgente. Según José Joaquín Fernández de Lizardi y la educación de las mujeres: notas sobre las heroínas mexicanas. Columba Camelia Galván Gaytán. Página.3. 
Dejó su hogar, sacrificó su vida y sus bienes por la patria.
No se conoce con certeza la fecha de su muerte. Algunas fuentes afirman que pudo haber muerto en acción mientras luchaba en Chichihualco, defendiéndose valientemente al lado de don Vicente Guerrero, en febrero de 1821.Guerrero, en febrero de 1821.
Otra fuente afirma que en 1823 solicitó un aumento en su pensión al gobierno del Primer Imperio Mexicano.